# Mimudea endotrichialis
Mimudea endotrichialis là một loài bướm đêm trong họ Crambidae.